# Menonitas en Uruguay
Los menonitas en Uruguay han estado presentes desde 1948. Pertenecen a dos grupos diferentes, los menonitas étnicos con antecedentes alemanes que se hace referencia como menonitas de Rusia y los conversos uruguayos hispanohablantes de todos los orígenes étnicos que se convirtieron a la fe menonita.
Los primeros originalmente eran de habla plautdietsch, que es un dialecto del bajo alemán. Emigraron de Flandes, Frisia y el norte de Alemania a Prusia Occidental a partir de 1535 y luego emigraron al Imperio Ruso, especialmente entre 1789 y 1830, donde se convirtieron en un grupo etno-religioso, pero permaneció en Prusia Occidental una minoría, que emigró a Uruguay en 1948, después de que los alemanes fueran expulsados después de la Segunda Guerra Mundial. Ellos son mucho menos conservadores que los menonitas étnicos que venieron a América Latina de Rusia o de otros partes de América. Algunos menonitas de Rusia que vivían en Paraguay emigraron a Uruguay y se unieron allí a los menonitas de Rusia.
El segundo grupo es el resultado de misiones menonitas norteamericanas liberales que sólo están indirectamente relacionados con los menonitas de Rusia y apenas se diferencian de otros protestantes en Uruguay.
A finales de siglo había en total más de 1.000 menonitas viviendo en territorio uruguayo.

## Historia
El 27 de octubre de 1948 atracó en el Puerto de Montevideo el buque neerlandés Volendam, que transportó a un grupo de 750 menonitas provenientes de Prusia Occidental. Fundaron la congregación El Ombú en 1950. El segundo grupo, compuesto por 429 personas, de los cuales alrededor de 100 eran de Rusia, llegó el 19 de octubre de 1951 y fundó la Colonia Gartental en 1952. También se organizó una congregación en Montevideo ese mismo año. Los inmigrantes establecieron tres asentamientos agrícolas, que han organizado cooperativas separadas de productores y consumidores. Cada asentamiento tiene una escuela, un centro de retiro y un hospital-residencia de ancianos. Cerca de Montevideo se fundó una cuarta colonia, especializada en productos agrícolas.

## Colonias, miembros y población
Los inmigrantes establecieron tres asentamientos agrícolas que han organizado cooperativas separadas de productores y consumidores. Cada asentamiento tiene una escuela, un centro de retiro y un hospital-hogar de ancianos:
- El Ombú, fundado en 1950
- Gartental, fundada en 1952
- Colonia Delta, fundada en 1955
- Una colonia en Colonia Nicolich

En 1986, las cuatro congregaciones de menonitas de Rusia tenían 525 miembros. Había 507 miembros en las cuatro congregaciones en 2003, 572 en 2009 y 607 en 2012.
En total había 1 457 miembros en 23 congregaciones en 2012, la mayoría de los cuales no hablaba alemán. Debido a que sólo se cuentan los miembros adultos bautizados, la población menonita total, incluidos los niños, es algo mayor.
Una encuesta de 2020 encontró que hay más de 200 colonias menonitas en nueve países de América Latina, tres de ellas en Uruguay.

## Costumbres y creencias
Aunque los menonitas uruguayos están relativamente integrados en la sociedad en general, algunos de ellos - especialmente aquellos que viven en las colonias rurales - todavía conservan su idioma plautdietsch original y unas de sus traditiones originales.